# Chorisoneura cabimae
Chorisoneura cabimae es una especie de cucaracha del género Chorisoneura, familia Ectobiidae. Fue descrita científicamente por Hebard en 1920.
Habita en Panamá.